# Mana Coelho
Mana Coelho, alcunha de Maria Beatriz Ramos de Vasconcellos Coelho, (Recife, 25 de agosto de 1957), é uma socióloga, jornalista, fotógrafa e educadora. Mariz Beatriz atuou como fotógrafa na agência O Globo, como professora Universidade Federal de Minas Gerais (UFMG) e como pesquisadora no Conselho Nacional de Desenvolvimento Científico e Tecnológico (CNPq). 

## História
Maria Beatriz Coelho atuou ativamente como fotógrafa durante as décadas de 1970 e 1980, o que influenciou a sua carreira acadêmica. No mesmo período, desde 1973, ela cursava Ciências Sociais na Universidade Federal de Minas Gerais (UFMG), em Belo Horizonte. Em 1991, a cientista social ingressou no mestrado da mesma instituição, se tornando mestre em 1994. No ano de 2000, Coelho concluiu o doutorado pela Universidade de São Paulo (USP), sendo que a sua tese foi a base para a produção de seu livro: Imagens da Nação. Brasileiros na Fotodocumentação de 1940 até o final do século XX. 
No tempo em que atuou como fotógrafa, Mana Coelho, alcunha pela qual assinava seus trabalhos fotográficos, trabalhou para agências como Mpm Publicidade, Caminho Editorial, Icaro Editora Ltda, Jornal de Bairro, Jornal do Brasil e Agência o Globo Serviço de Imprensa. A partir das linhas de pesquisa desenvolvidas pela socióloga, é possível perceber sua relação com a fotografia. As imagens são essenciais para as investigações que Maria Beatriz desenvolveu, a exemplo da pesquisa multidisciplinar sobre a Avenida do Contorno, em Belo Horizonte.
No decorrer da vida profissional, Maria Beatriz atuou como professora de instituições de nível superior, como a Pontifícia Universidade Católica de Minas Gerais (PUC/MG), a Universidade de São Paulo (USP) e a Universidade Federal de Minas Gerais (UFMG). Ademais, a professora teve atuação em órgãos de pesquisa, como a Fundação de Amparo à Pesquisa do Estado de Minas Gerais (FAPEMIG), o Instituto de Estudos Econômicos Sociais e Políticos de São Paulo (IDESP) e o Conselho Nacional de Desenvolvimento Científico e Tecnológico (CNPq).

## Acervo Mana Coelho
No ano de 2005, por meio do Programa Caixa de Adoção de Entidades Culturais, Ministério da Cultura e Caixa Econômica Federal, Mana Coelho vendeu parte de seu acervo fotográfico ao Museu Histórico Abílio Barreto (MHAB). Foram entregues ao museu 18.424 negativos fotográficos, sendo 5.475 doados pela fotógrafa, e 57 positivos impressos, que integram o acervo da instituição.
A Coleção Mana Coelho adquirida pelo museu é constituída, majoritariamente, de fotografias das décadas de 1970 e 1980, tiradas em Belo Horizonte. Pela extensão do acervo, este é segmentado em temáticas pelo próprio museu, são estas: esportes, personalidades, política, manifestações, trabalhadores, condições urbanas, arte, cotidiano e chuvas, enchentes e flagelados.

## Produção Fotográfica
A atuação de um fotografo é abrangente e um mesmo profissional pode atuar em áreas distintas desse ramo. Mana Coelho atuava principalmente na fotodocumentação, que permite ao indivíduo a produção de uma grande reportagem fotográfica, produto de um envolvimento de anos com um determinado aspecto da vida.
A jornalista defende que as fotografias são uma forma de representação da humanidade, característico do período histórico abordado. Ou seja, a fotografia não representa um registro fiel da realidade do mundo visível e sim uma interpretação, organizada, hierarquizada e que valoriza somente uma parte desse mundo.
Desse modo, a fotografia da segunda metade do século XX direcionou suas lentes aos grupos marginalizados da sociedade, apagados da história tradicional da elite, branca e abastada. Ademais, a ditadura militar brasileira vigorou durante toda da década de 1970 e metade da década de 1980. Logo, o contexto histórico de produção das fotografias interfere diretamente na sua execução e compreender esse aspecto é fundamental para entende-la.
Além disso, a fotografia é, também, sentimental, ao ser “percebida com os olhos e sentida com o coração, chegando ao intelecto depois de deixar marcas afetivas no espectador”. A imagem não é somente uma abstração, é uma eclosão de significações, num fluxo amplo e contínuo de pensamentos.

Uma característica do estilo fotodocumentarista é a sequência de fotos produzidas, que captam pequenas mudanças no decorrer de uma cena, retratam a vida em movimento. É possível perceber essa particularidade em diversos momentos nos retratos produzidos pela jornalista, a exemplo das seguintes imagens.
Na primeira dupla de fotos é possível perceber uma grande multidão de pessoas reunidas em razão do dia Primeiro de Maio, dia do Trabalhador. Na segunda dupla de imagens a presença de um garoto comendo pão e bebendo de uma garrafa é o enfoque. Cabe ressaltar a presença da criança da segunda foto da primeira dupla, que tem a sua visualidade comprometida em razão da quantidade de pessoas na fotografia. Ambos conjuntos de fotografias retratam um mesmo acontecimento sob perspectivas distintas, que produzem significações diferentes.

A seguinte sequência de imagens apresenta uma moradia destruída em uma região periférica da capital mineira. A atuação documentarista de Mana Coelho é evidenciada nesse compilado, ao construir uma narrativa em torno de um desastre ocorrido com determinado grupo familiar, não somente exibindo o ocorrido.

A sequência de imagens, mais extensa que somente as quatros fotografias selecionadas, permite a construção de uma afetividade com as imagens. Mana Coelho apresenta que esse cenário pictórico, que compõe o ponto de vista da imagem, é parte da interpretação do fotógrafo do mundo. Nesse sentido, o olhar afetivo da fotodocumentarista é exposto, pelo enfoque oferecido não somente a casa destruída, mas aos indivíduos destruídos.

Uma outra característica do acervo Mana Coelho são as manifestações que a fotografa esteve presente e retratou. O profissional que manipula a câmera tem o poder de transformar uma ação vista como passageira e corriqueira em imagens marcantes para a nação. Desse modo, a seguinte manifestação que a jornalista participou registra e materializa um momento de grande resistência e luta de um determinado público, o imortalizando.
As seguintes imagens retratam um grupo de mulheres protestando em prol de direitos e seguridade para o grupo. Nas primeiras duas imagens um grupo de mulheres marcham com uma faixa na avenida Afonso Pena, na altura do Parque Municipal Américo Renné Giannetti. A segunda dupla de fotografias expõe mais mulheres, dessa vez na Praça Sete de Setembro, em frente ao obelisco conhecido como “Pirulito”. Desse modo, as sequências de fotografias de Mana Coelho atuam como mantedoras da memória do passado, preservando a história da luta das mulheres de Belo Horizonte.
As imagens são uma possibilidade de resgate da memória visual do indivíduo e seu entorno pessoal. Desse modo, a coleção cedida ao Museu Histórico Abílio Barreto por Mana Coelho pode ser utilizada como um instrumento de pesquisa, prestando-se a descoberta, análise e interpretação da vida histórica, ao retratar tantos eventos ocorridos na nação.